# Lux Noise
Lux Noise (Eigenschreibweise Lux.-Noise bzw. £ûx.-NOI$E) ist ein Basler Independent-Label, das sich in die Bereiche Lux Noise Records und Lux Noise Productions gliedert.

## Geschichte
Das Label wurde 1987 in Aarau bei Basel vom Schlagzeuger, Tontechniker und Bandmanager Michael Hediger alias „Hede“ gegründet. Die erste Produktion des Labels war ein Sampling-Sampler mit Reto Caduff, damals noch in Form einer MusiCassette. Noch 1987 nahmen sie die erste Maxi-Single der Basler Elektropop-Gruppe Touch El Arab auf. Der darauf enthaltene Titel Muhammar wurde zum Hit und die Verkaufszahlen überschritten 20.000 Exemplare. Caduff verliess das Label wieder; er ist heute als Fotograf und Filmemacher bekannt.
Mit der Produktion des Hits Tubel Trophy von Baby Jail hatte Hediger, der das Label fortan solo betrieb, den zweiten Erfolg in der Geschichte seines Labels. Aufgrund des anfänglichen Erfolges konzentrierte sich Hediger dann auf Liebhaber-Projekte, was zu finanziellen Missständen führte. Infolgedessen nahm er Melchior Quitt von Bitch Queens und Sebastian „Baschi“ Hausmann (u. a. Lovebugs, Fucking Beautiful) mit ins Boot und das Label wurde wieder erfolgreicher, da seit Anfang 2010 Interpreten zu „Kollektivmitgliedern“ werden und sich an den Release-Kosten beteiligen. Hauptauswahlkriterium des Labels ist, dass die Bands auch gute Live-Bands sind. Aushängeschild seit der Umorganisation ist die Punk-Rock-Band Bitch Queens.

## Vertriebspartner
Low Noise greift national und international auf verschiedene Vertriebspartner zurück; aktuell sind dies NonStopMusic für die Schweiz, in Deutschland Cargo Records Deutschland, Flight13 und Soundflat (siehe hierzu: Smarten-Up), Larsen in Frankreich, Bootleg Booze in Schweden, Plastic Head Distribution im Vereinigten Königreich sowie in den Vereinigten Staaten CDBaby und Interpunk. Weitere Vertriebspartner waren Disctrade in Zürich, die niederländische Firma Suburban in Haarlem für die Benelux-Staaten und in Dänemark Nordic Metal in Frederiksberg.

## Interpreten

### Aktuelle
- Baby Jail
- Bitch Queens
- Here Hare Here
- Mother Razorblade
- Motherfuckin Motherfucker
- The Brokendolls
- The Jimmy Miller Incident
- The Vibes
- WolfWolf
- X-Darlings

### Ehemalige
- Al Comet
- Back 2 The Zoo
- Dogs Bollocks
- Domina & The Slaves
- Ear
- Forehead
- Fun Gögh
- Gloria Volt
- Hellmute
- Lunazone
- Membran
- Phased
- Playboys
- Powderrose
- R-A-M-S
- S.M.O.G
- Stevens Nude Club
- Superlove
- Surfin' Lungs
- Take a Virgin
- The Unersättlichen
- Touch El Arab
- Undergod
- What’s Up